# 1-二十八烷醇
1-二十八烷醇（1-Octacosanol）是一种饱和一元醇，常见于植物叶表皮的蜡，例如桉树的叶，饲料用草和谷物和谷物，金合欢属，三叶草属，豌豆属和其它豆科植物，有时是是蜡的主要成分。二十八烷醇还存在于在小麦胚芽。二十八烷醇不溶于水，易溶于低级烷烃和氯仿。

## 生物效用
1-二十八烷醇是多廿烷醇的主要成分，它具有多种药理作用，可能有助于帕金森氏病的治疗。
研究发现，二十八烷醇可以抑制胆固醇的合成。